# Cal Forns
Cal Forns és un edifici del municipi de Sant Boi de Llobregat (Baix Llobregat) que forma part de l'Inventari del Patrimoni Arquitectònic de Catalunya.

## Descripció
És una edificació de planta baixa i un pis, d'estil popular, que s'ha conservat amb la seva aparença original i amb tots els elements ben restaurats. A la planta baixa s'obre al carrer Alou amb dues portes d'arc rebaixat de diferent alçada i sòcol decreixent per compensar la pronunciada pujada del carrer. Tant les portes com les dues finestres rectangulars dels baixos estan remarcades amb carreus de pedra alts i estrets, molt ben tallats. Al pis superior s'obren tres balcons amb barana de laminat de ferro, el central dels quals sobresurt uns 40 cm de la façana i té l'obertura d'accés a l'interior remarcada amb una petita motllura, a diferència dels dos laterals, que són arran de façana i amb les obertures llises com les finestres laterals. La teulada, de teula, queda dissimulada des del carrer per una petita barana amb franja d'estuc.

## Història
El nucli de l'Alou, compost pels carrers de l'Alou, Agramunt i del Pont (abans Sant Baldir) és el nucli més antic de la vila. Encara que també es documentaren des de molt antic el barri de Sant Pere i la Pobla Arlovina, tradicionalment aquest barri de l'Alou es va anar convertint en el centre de la vida i l'activitat de Sant Boi, era el barri de caràcter senyorial i és on hi havia els hostals, les activitats menestrals i on se celebrava el mercat del bestiar, també on hi havia el més important pou comú (la plaça del Pou és l'actual plaça de la Vila). Això la va omplir de cases que, sense tenir una història específica, donen idea del nivell econòmic que va assolir Sant Boi per la seva situació estratègica prop del riu i que va mantenir fins a les darreries del segle xviii.